# Frères Réunis

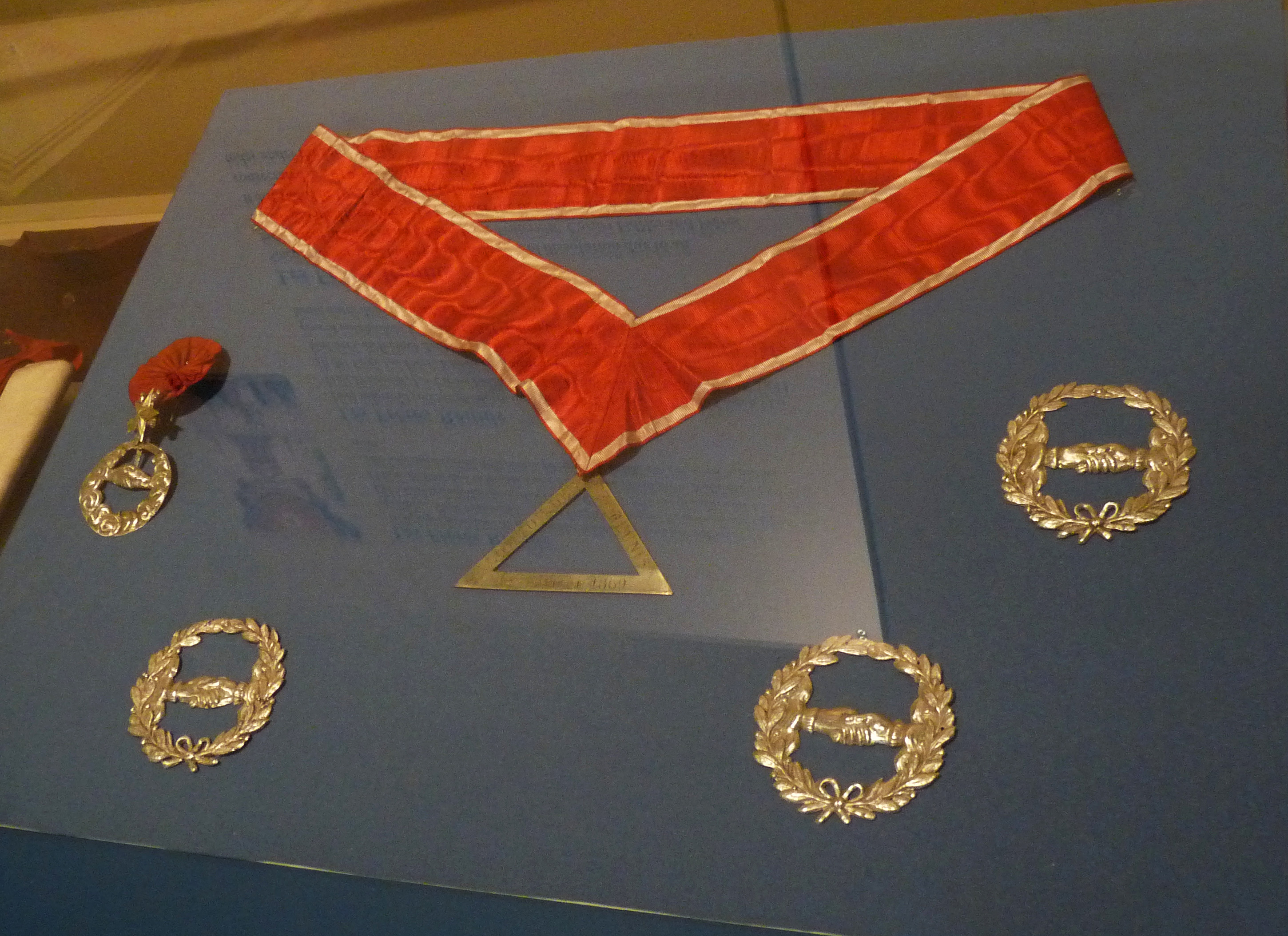
Подвеска члена ложи Frères Réunis

Масонская ложа Frères Réunis была создана в 1811 году. Она по-прежнему активна, после нескольких прекращений работ.

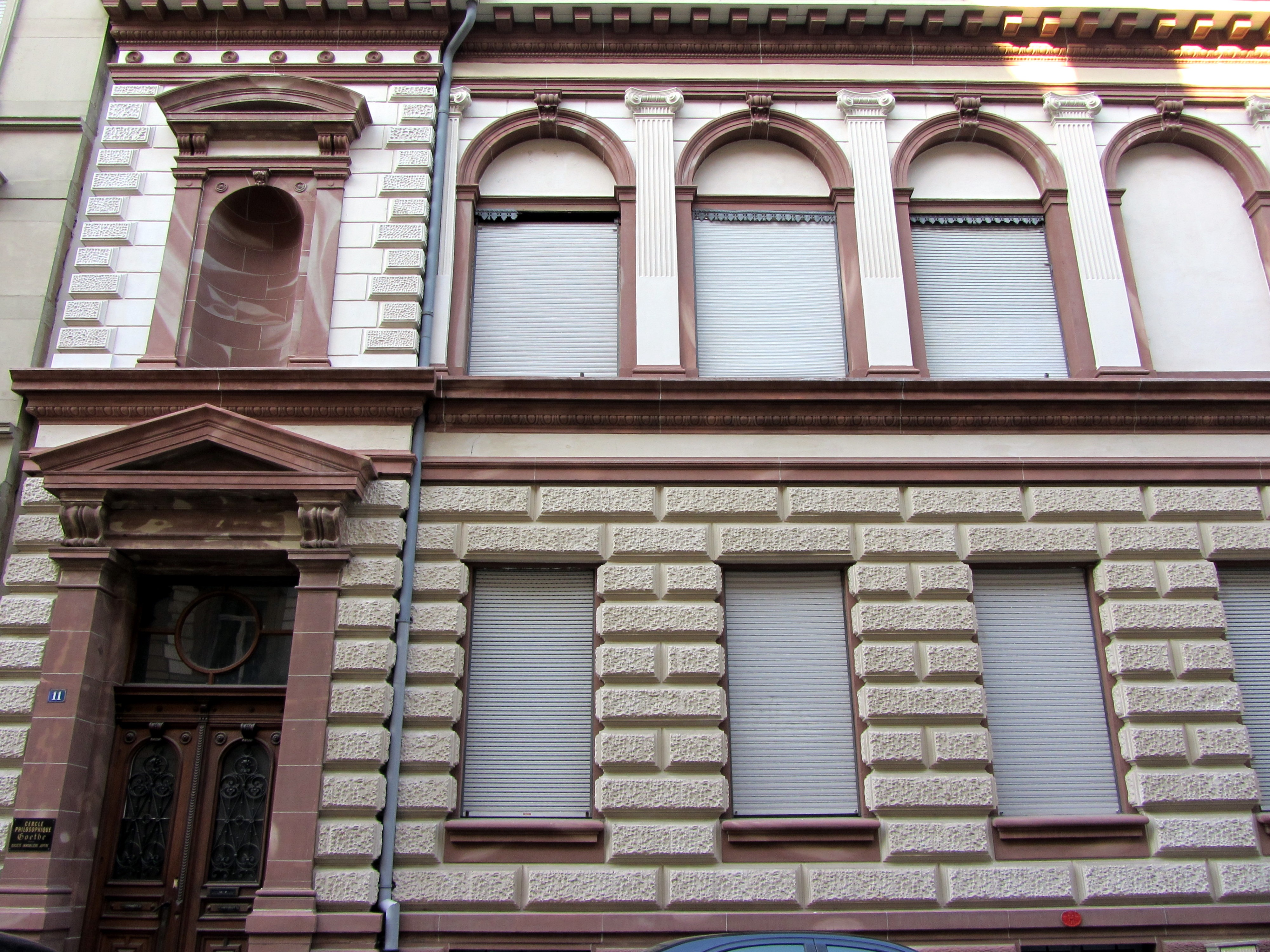
Фасад здания ложи

Ложа находится под юрисдикцией Великого востока Франции. Работы свои она проводит Древнему и принятому шотландскому уставу.